# Museo d'arte contemporanea di Anversa
Il Museo d'arte contemporanea di Anversa (in olandese Museum van Hedendaagse Kunst Antwerpen, abbreviato in MuHKA) è un museo d'arte moderna e d'arte contemporanea ad Anversa.
Il museo si trova in un silo per grano del 1926. La collezione è caratterizzata da arte contemporanea internazionale. Ogni anno si realizzano diverse mostre.